# قطعنامه ۱۲۳۹ شورای امنیت
قطعنامه ۱۲۳۹ شورای امنیت سازمان ملل متحد که در تاریخ ۱۴ مه ۱۹۹۹ تصویب شد، سندی بین‌المللی دربارهٔ بررسی وضعیت کوزوو است. این قطعنامه طی نشست ۴۰۰۳ام با ۱۳ رای موافق، ۰ مخالف و ۲ ممتنع تصویب شد.